# Königliches Kollegiatkapitel der Hl. Peter und Paul auf dem Vyšehrad
Koordinaten: 50° 3′ 51,7″ N, 14° 25′ 4,8″ O

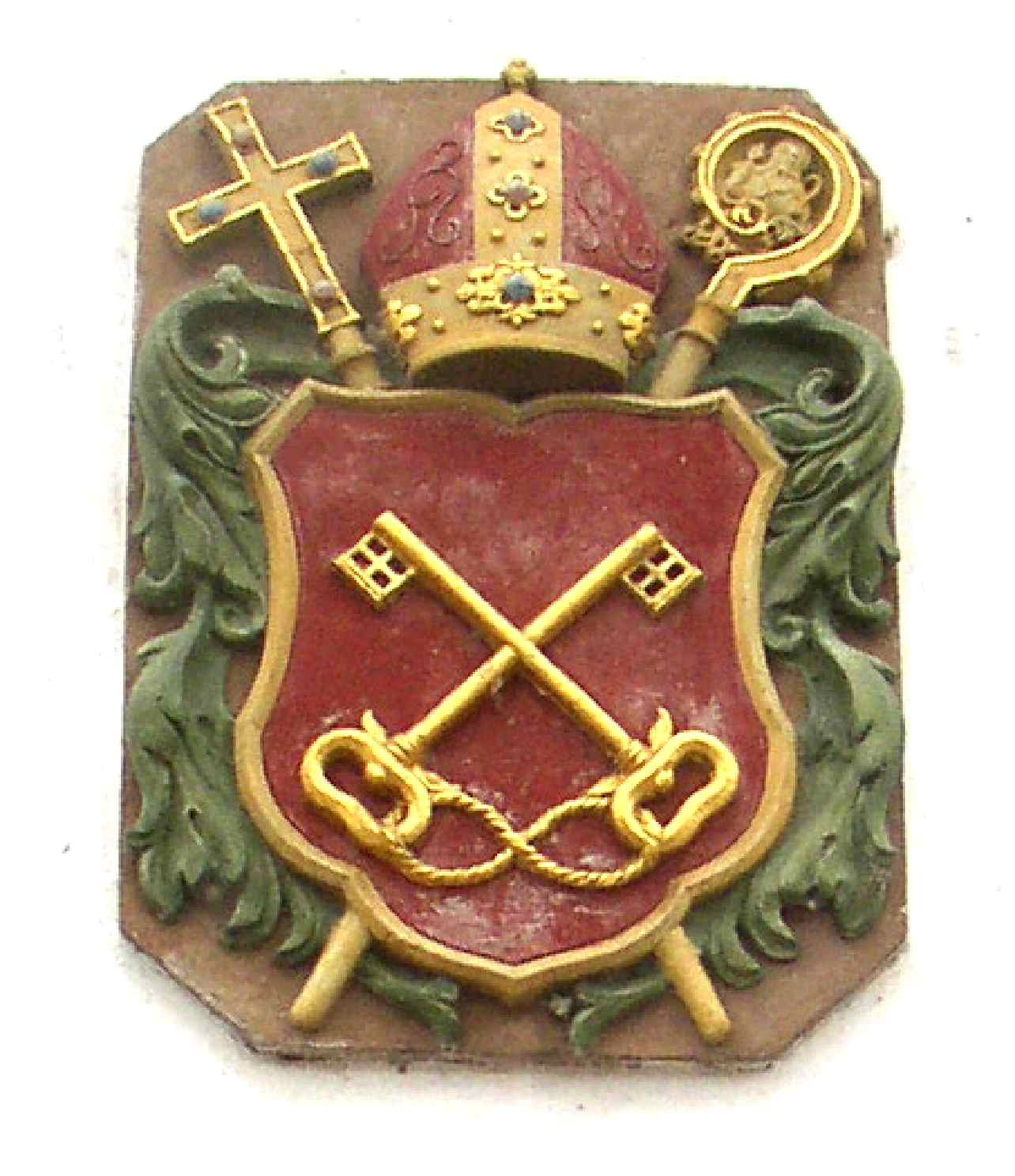
Stiftswappen des Vyšehrader Kapitels

Das Königliche Kollegiatkapitel des Hl. Peter und Paul auf dem Vyšehrad (tschechisch: Královská kolegiátní kapitula sv. Petra a Pavla na Vyšehradě) in Prag begründete der Fürst und böhmische König Vratislav II. im Jahr 1070. Um den Einfluss seines Bruders, des Prager Bischofs Jaromír-Gebehard, zu begrenzen, erwirkte er beim Heiligen Stuhl die Exemtion des Stifts, sodass das Kapitel bis 1763 nicht dem Prager Bischof, sondern dem Papst in Rom unterstellt war. Den Kanonikern des Kollegiatkapitels wurde zudem das Tragen der Mitra und von Pontifikalschuhen zugestanden.
Die großzügige Ausstattung des Stifts mit Gütern wurde später erweitert. Insbesondere Vratislavs Sohn Soběslav I. ließ die Stiftskirche reich ausstatten und erhöhte die Anzahl der Kanoniker auf 17, wodurch das Kapitel das bedeutendste Böhmens wurde. Die Kanoniker und Pröpste waren häufig Ratgeber und Kanzler der böhmischen Herzöge. Zu ihnen gehörte im 14. Jahrhundert der Propst und spätere Mainzer Erzbischof Peter von Aspelt.
Die ursprüngliche romanische Basilika St. Peter und Paul wurde im 14. Jahrhundert gotisch umgestaltet, in den 1720er Jahren barockisiert und Ende des 19. Jahrhunderts durch Josef Mocker im neugotischen Stil umgestaltet und erweitert.
Nach dem Ende der kommunistischen Kirchenverfolgung lebte das Kapitel erneut auf und besteht seither aus einem Propst, sieben Kanonikern und drei Ehrenkanonikern.

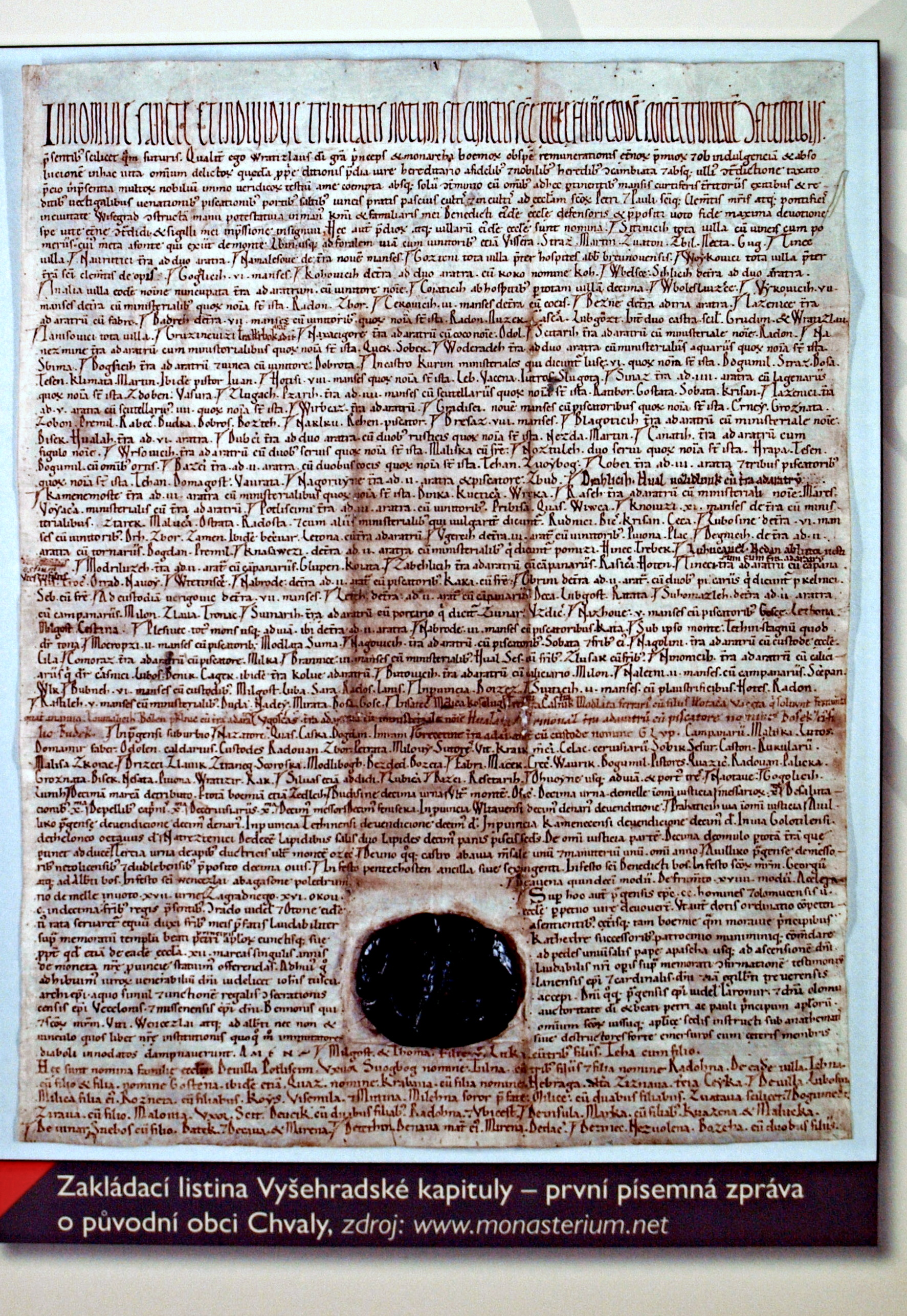
Gründungsurkunde des Königlichen Kollegiatkapitels
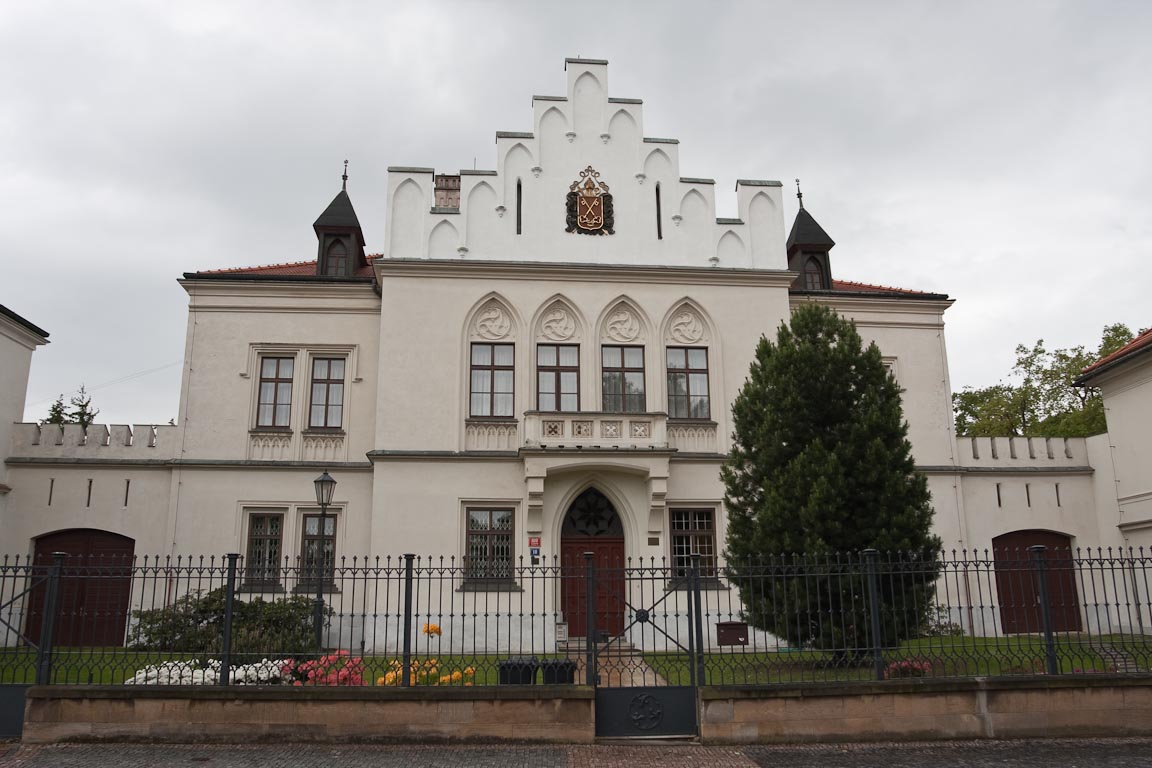
Sitz des Stiftkapitels
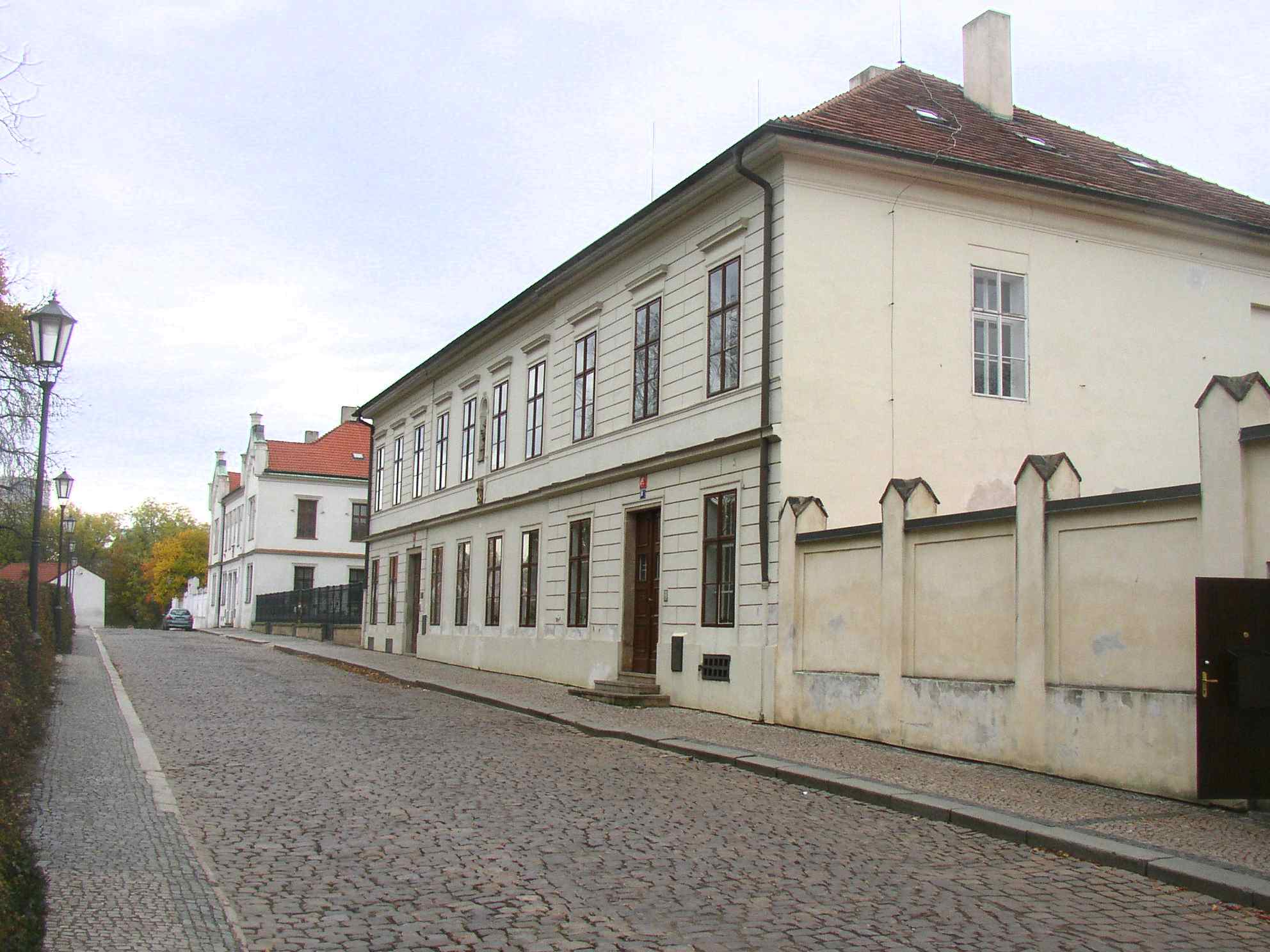
Kapitelwohnungen

## Pröbste (Auswahl)
- Johann I. (Prag)
- Heinrich Břetislav III.
- Philipp von Spanheim
- Vladislav von Schlesien
- Peter von Aspelt
- Peter Angeli de Pontecorvo
- Jan Volek
- Dietrich von Portitz
- Wenzel Králík von Buřenice
- Siegmund Albich
- Johann von Bucca
- Jan Šindel
- Johann der Jüngere von Rabstein
- Johann Kolowrat
- Zbyněk Berka z Dubé a Lipé
- Hugo Franz von Königsegg-Rothenfels
- Johann Adam Wratislaw von Mitrowitz
- Ferdinand Kindermann
- Josef Alois Jüstel